# Fourth (album)
Fourth – czwarty studyjny album grupy Soft Machine nagrany w październiku i listopadzie 1970 r. i wydany w lutym 1971 r.

## Historia i charakter albumu
W październiku Soft Machine występowali w Szwajcarii (4.10), potem w klubie "Ronnie Scott’s" (9 i 10.10). 13 października rozpoczęły się pierwsze sesje do czwartego albumu zespołu. Trwały one do 16 października. Następnie wyjechali do Holandii, gdzie występowali w Eindhoven (23.10) i Rotterdamie (24 i 25.10). Po powrocie ponownie kontynuowali sesje nagraniowe 27 i 28 października. Po kilku brytyjskich koncertach sesje były kontynuowane 9 listopada. 16, 17 i 18 listopada odbyły się końcowe sesje do albumu.
Zespół spędził więc w studiu 8 niecałych dni, co wobec ówczesnych i dzisiejszych standardów było niezwykle krótkim czasem.
Grupa wybrała znane studio "Olympic", które zabezpieczało także wsparcie techniczne. Jak wspomina Hopper do zrobienia miksowania zgłosił się inżynier George Chkiantz, który fatalnie spisał się przy drugim albumie zespołu. I nikt nie był na tyle odważny, żeby powiedzieć "nie, nie możesz"'.
Zespół zdecydował się na poszerzenie składu. Marc Charig, Nick Evans i Jimmy Hastings byli już dobrze znani grupie. Babbingtona Wyatt i Dean poznali na sesjach nagraniowych do albumu Keitha Tippetta Dedicated to You But You Weren't Listening, w których także wzięli udział. Alan Skidmore był już znanym saksofonistą jazzowym, w tym czasie grającym razem w Wyattem w 50-osobowej orkiestrze Keitha Tippetta Centipede.
Album Fourth, tak jak i poprzedni, zawierał tylko cztery kompozycje; tym razem była to jednak pojedyncza płyta. Stronę pierwszą zapełniły trzy utwory, a stronę drugą długa kompozycja, suita Hoppera składająca się z czterech części.
- "Teeth" jest dynamiczym i energicznym jazzowym utworem z bardzo bogatą instrumentalizacją. W środkowej części wykorzystana jest zarówno gitara basowa jak i kontrabas. Utwór zaczyna się freejazzową improwizacją saksofonową Deana, a kończy typową dla Soft Machine chaotyczną kodą. Chociaż Wyatt słynął z gęstej gry na perkusji, tutaj zagrał jeszcze gęściej tworząc rytmiczną podstawę utworu pełną typowych dla niego napięć i kontrastów.

- "Kings and Queens" jest dla kontrastu utworem powolnym, z nieco wycofaną grą Deana na saxello i z głównym tematem granym na saksofonie, kornecie i puzonie. Gitara basowa podkłada prosty 4-nutowy riff.

- "Fletcher's Blemish" jest kompozytorskim debiutem Eltona Deana. Zasadniczo sprawia wrażenie długiej zbiorowej improwizacji prowadzonej przez grę Deana na saksofonie. Brak więc temu utworowi zdecydowanych walorów kompozycyjnych (co było mocną i charakterystyczną cechą Soft Machine) jak również bardziej interesujących struktur rytmicznych.

- Virtually zajął całą stroną winylowej płyty. Jak na standardy grupy utwór jest stosunkowo wolny. W części pierwszej rytm na 7/4 jest podkreślany przez pianino, kontrabas, gitarę basową i puzon. Część drugą otwiera długa, powolna, improwizowana partia Ratledge’a na pianinie. Główną improwizowaną sekcję wypełnia saksofon Deana. Ta część przypomina nieco "Out-Bloody-Rageous". Część trzecia jest improwizacją klarnetu i kontrabasu, która przechodzi w zrelaksowaną, niemelodyczną partię gitary basowej Hoppera. Zamykająca płytę i tę kompozycję część czwarta jest zasadniczo powtórzeniem głównego tematu utworu przez saksofon, aż do wyciszenia.

Album ten wykazał kolejną zmianę stylu; utwory zatraciły swoją ewidentną strukturę tak charakterystyczną dla zespołu, nastąpiło większe zainteresowanie brzmieniem, teksturą i strukturami nierytmicznymi. Zniknęły charakterystyczne sygnatury melodyczne grupy, zdecydowane i nieortodoksyjne rytmy, jej moc wynikająca z elektryfikacji i przenikliwe sola organowe ponad napędzającymi rytm gitarą basową i perkusją.
Zamiast tego pojawiła się pewna łagodność, czysty instrumentalizm, prostsze konstrukcje muzyczne, freejazowe improwizacje i pełniejsze wykorzystanie sekcji instrumentów dętych.
Był to ostatni album Soft Machine nagrany z Robertem Wyattem. Niezadowolny ze zmiany stylu zespołu odszedł we wrześniu i rozpoczął długą, trwającą do dziś solową karierę.

## Muzycy
- Mike Ratledge – organy, elektryczne pianino
- Hugh Hopper – gitara basowa
- Elton Dean – saksofon altowy, saxello
- Robert Wyatt – perkusja

Dodatkowi muzycy
- Roy Babbington – kontrabas (1, 3, 4, 6)
- Jimmy Hastings – flet altowy (6), klarnet basowy (1, 6)
- Marc Charig – kornet (2, 3, 4)
- Nick Evans – puzon (1, 2, 4)
- Alan Skidmore – saksofon tenorowy (1, 6)

## Lista utworów
Strona pierwsza1, 2, 3
Strona druga4, 5, 6, 7
| 1. | Teeth (Ratledge)          | 9:12  |
|    |                           |       |
| 2. | King and Queens (Hopper)  | 5:00  |
|    |                           |       |
| 3. | Fletcher's Blemish (Dean) | 4:34  |
|    |                           |       |
| 4. | Virtually Part 1 (Hopper) | 5:17  |
|    |                           |       |
| 5. | Virtually Part 2 (Hopper) | 7:06  |
|    |                           |       |
| 6. | Virtually Part 3 (Hopper) | 4:31  |
|    |                           |       |
| 7. | Virtually Part 4 (Hopper) | 3:20  |
|    |                           |       |
|    |                           | 39:00 |
|    |                           |       |

## Opis płyty
- Producent – Soft Machine
- Producent wykonawczy – Sean Murphy
- Inżynier – George Chkiantz
- Data nagrania – 13–16, 27–28 października, 9, 16–18 listopada 1970
- Miejsce/Studio – Olympic Studios, Londyn
- Czas nagrania – 39:00
- Projekt okładki itd. – Broomsbury Group
- Fotografie – Campbell MacCallum
- Kierownictwo artystyczne – John Hays
- Firma nagraniowa – CBS WB, Columbia USA
- Numer katalogowy: 
  - USA LP – Columbia C 30754
  - WB LP – CBS 64280
- Data wydania – 28 lutego 1971

Inne wydania
USA CD – One Way Records 26254 (1995)

## Listy przebojów
| Rok  | Lista                          | Pozycja |
| ---- | ------------------------------ | ------- |
| 1971 | Record Retailer. Albumy popowe | 32      |